# Lilija
Lilija ist ein weiblicher Vorname.

## Herkunft und Bedeutung
Der Name ist die lettische und litauische Form von Lilli.

## Bekannte Namensträgerinnen
- Lilija Igorewna Achaimowa (* 1997), russische Kunstturnerin
- Lilija Airatowna Biktagirowa (* 1990), russische Eiskunstläuferin
- Lilija Hrynewytsch (* 1965), ukrainische Lehrerin und Politikerin
- Lilija Kulyk (* 1987), ukrainische Dreispringerin
- Lilija Ludan (* 1969), ukrainische Rennrodlerin
- Lilija Foatowna Nurutdinowa (* 1963), russische Mittelstreckenläuferin
- Lilija Pandurowa (* 1987), bulgarische Biathletin
- Lilija Podkopajewa (* 1978), ukrainische Kunstturnerin
- Lilija Fjodorowna Schewzowa (* 1951), russische Politikwissenschaftlerin, Journalistin und Autorin
- Lilija Bulatowna Schobuchowa (* 1977), russische Langstreckenläuferin
- Lilija Silberstein (* 1965), russische Pianistin
- Lilija Wajhina-Jefremowa (* 1977), russisch-belarussisch-ukrainische Biathletin
- Lilija Alexandrowna Wassiljewa (* 1967), russische Skilangläuferin
- Lilija Leonidowna Wassiljewa (* 1994), russische Skilangläuferin
- Lilija Afanassjewna Wassiltschenko (1962–2011), sowjetische Skilangläuferin